# Шон Конери
Сер Томас Конери (енгл. Sir Thomas Connery; Единбург, Шкотска, Уједињено Краљевство, 25. август 1930 — Насау, 31. октобар 2020), познатији као Шон Конери (енгл. Sean Connery), био је шкотски филмски и позоришни глумац. Јавности је најпознатији као први филмски Џејмс Бонд, након што је глумио у седам Бондових филмова између 1962 и 1983. Почевши од улоге у филму Доктор Но, Конери је играо Бонда у шест улога Ион Продакшона, а последњи пут се појавио у Никад не реци никад. Након његовог трећег појављивања у улози Бонда у Голдфингеру (1964), у јуну 1965. часопис Тајм је приметио да се „Џејмс Бонд развио у највећег масовног култног хероја деценије“.
За своја филмска достигнућа добио је Оскара, две награде БАФТА (укључујући BAFTA Fellowship) и три Златна глобуса, укључујући награду Сесил Б. Демил и награду Хенриета. Године 1987, постао је носилац Ордена уметности и књижевности у Француској, а 1999. је добио награду за животно дело америчког Кенеди центра. Конери је проглашен витезом у Новогодишњим почастима 2000. за заслуге за филм и драму.

## Рани живот
Томас Конери је рођен у Краљевском породилишту у Единбургу, Шкотска, 25. августа 1930. године; добио је име по свом деди по оцу. Одрастао у Фаунтанбриџу број 176, блоку који је у међувремену срушен. Његова мајка, Еуфемија Макбејн „Ефи” Маклин, била је чистачица. Рођена је као ћерка Нила Маклина и Хелен Форбс Рос, а име је добила по мајци свог оца, Еуфемији Макбејн, супрузи Џона Маклина и ћерки Вилијама Маклина из Сиреса у Фајфу. Конеријев отац, Џозеф Конери, био је фабрички радник и возач камиона.
Двоје његових прадеда и прабаба по оцу емигрирало је у Шкотску из Вексфорда у Ирској средином 19. века, а његов прадеда Џејмс Конери је био ирски путник. Остатак његове породице је био шкотског порекла, а његови прабаба и деда по мајци говорили су шкотски галски и били су из Фајфа и Уига на Скају. Његов отац је био римокатолик, а мајка протестанткиња. Конери је имао млађег брата Нила, и у младости су га углавном звали „Томи”. Иако је био мали растом у основној школи, брзо се развио када је имао око 12 година, достигавши пуну висину од 188 cm са 18 година. Конери је током својих тинејџерских година био познат као „Биг Там”, и изјавио је да је изгубио невиност са одраслом женом у униформи ATS када му је било 14 година. Имао је ирског пријатеља из детињства по имену Шимас; када су њих двојца били заједно, они који су их познавали звали су Конерија његовим средњим именом Шон, наглашавајући алитерацију два имена. Од тада је Конери више волео да користи своје средње име.

## Биографија
Конери је играо у укупно седам филмова о Џејмсу Бонду. Поред њих глумио је и у филмовима Несаломиви, Име руже, Лов на Црвени октобар, Индијана Џоунс и последњи крсташки поход и многим другим. Године 2000. Конери је добио титулу витеза.
Женио се два пута — први пут са Дајаном Силентом, са којом има сина Џејсона који је такође глумац, а други са Мишел Рокенбурн са којом је још увек у браку. Шон Конери се повукао са филма у априлу 2011, а виђен је на УС опену 2012. где је давао подршку шкотском тенисеру Ендију Мареју у финалу против српског тенисера Новака Ђоковића. Преминуо је 31. октобра 2020.

## Политика
Шон Конери је био члан Шкотске националне странке, која се залаже за независност Шкотске, односно њено издвајање из Уједињеног Краљевства. Осим што је био члан, Конери је странку помагао и кроз јавне наступе, али и финансијски све до 2001. године, када је Парламент Уједињеног Краљевства забранио финансирање политичких странака из иностранства.
Конери се јавно зарекао да ће се вратити у Шкотску оног дана када она буде била независна. Живео је на Бахамима.

## Награде
- Награђен Оскаром као најбољи споредни глумац у филму Несаломиви, 1987. године.
- Награђен Златним глобусом као најбољи споредни глумац у филму Несаломиви, 1988. године.
- Награђен Златним глобусом (Награда „Сесил Б. Демил”), 1996. године.
- Награђен БАФТА наградом као најбољи главни глумац у филму Име руже, 1986. године

## Филмографија
| Улоге Шона Конерија |                                          |               |                                |          |
| Година              | Српски назив                             | Изворни назив | Улога                          | Напомена |
| 1957.               |                                          |               | Спајк                          |          |
| 1957.               |                                          |               | Џони                           |          |
| 1957.               |                                          |               |                                |          |
| 1957.               |                                          |               | Мајк                           |          |
| 1958.               |                                          |               | Марк Тревор                    |          |
| 1959.               |                                          |               | Мајкл Мекбрајд                 |          |
| 1959.               | Тарзанова највећа авантура               |               | О’Бењон                        |          |
| 1961.               |                                          |               | Педи Дејмион                   |          |
| 1961.               |                                          |               | Педлар Паско                   |          |
| 1962.               | Најдужи дан                              |               | Фланеган                       |          |
| 1962.               | Доктор Но                                |               | Џејмс Бонд                     |          |
| 1963.               | Из Русије с љубављу                      |               | Џејмс Бонд                     |          |
| 1964.               |                                          |               | Ентони Ричмонд                 |          |
| 1964.               | Марни                                    |               | Марк Ратланд                   |          |
| 1964.               | Голдфингер                               |               | Џејмс Бонд                     |          |
| 1965.               |                                          |               | Џо Робертс                     |          |
| 1965.               | Операција Гром                           |               | Џејмс Бонд                     |          |
| 1966.               |                                          |               | Самсон Шајлитоу                |          |
| 1967.               | Само двапут се живи                      |               | Џејмс Бонд                     |          |
| 1968.               | Шалако                                   |               | Шалако                         |          |
| 1970.               |                                          |               | Џек Кехо                       |          |
| 1971.               | Црвени шатор                             |               | Амундсен (Amundsen)                    |          |
| 1971.               |                                          |               | Дјук Андерсон (Duke Anderson)               |          |
| 1971.               | Дијаманти су вечни                       |               | Џејмс Бонд ()                  |          |
| 1973.               |                                          |               | детектив наредник Џоунсон (Det. Sergeant Johnson)   |          |
| 1974.               |                                          |               | Зед (Zed)                         |          |
| 1974.               |                                          |               | Нилс Талвик (Nils Tahlvik)                 |          |
| 1974.               | Убиство у Оријент експресу               |               | пуковник Арбатнот              |          |
| 1975.               |                                          |               | Раисули                        |          |
| 1975.               | Човек који је хтео да буде краљ          |               | Данијел Древот (Daniel Dravot)              |          |
| 1976.               |                                          |               | Робин Худ (Robin Hood)                   |          |
| 1976.               |                                          |               | Халил Абдул-Мухсен (Khalil Abdul-Muhsen)          |          |
| 1977.               | Недостижни мост                          |               | генерал-мајор Роберт Уркарт (Maj. Gen. Robert Urquhart) |          |
| 1979.               |                                          |               | Едвард Пирс (Edward Pierce)                 |          |
| 1979.               | Метеор                                   |               | Бредли (Bradley)                      |          |
| 1979.               | Куба                                     |               | Роберт Дејпс                   |          |
| 1981.               | Временски бандити                        |               | краљ Агамемнон (King Agamemnon)              |          |
| 1981.               | Свемирски шериф                          |               | О’Нил (O'Neil)                       |          |
| 1982.               |                                          |               | Даглас (Douglas)                      |          |
| 1983.               |                                          |               | Зелени витез (The Green Knight)                |          |
| 1983.               | Никад не реци никад                      |               | Џејмс Бонд ()                  |          |
| 1986.               | Горштак                                  |               | Рамирез (Ramirez)                     |          |
| 1986.               | Име руже                                 |               | Вилијам од Баскервила (William of Baskerville)       |          |
| 1987.               | Несаломиви                               |               | Џим Малоун (Jim Malone)                  |          |
| 1988.               | Касарна                                  |               | Кадвел                         |          |
| 1988.               |                                          |               | у улози самог себе             |          |
| 1989.               | Индијана Џоунс и последњи крсташки поход |               | др Хенри Џоунс                 |          |
| 1989.               |                                          |               | Џеси (Jesse)                        |          |
| 1990.               | Лов на Црвени октобар                    |               | капетан Марко Рамијус          |          |
| 1990.               | Руска кућа                               |               | Барли Блер (Barley Blair)                  |          |
| 1991.               | Робин Худ: Принц лопова                  |               | краљ Ричард Лавље Срце         |          |
| 1991.               |                                          |               | Рамирез                        |          |
| 1992.               | Врач                                     |               | др Роберт Кембел               |          |
| 1993.               | Излазеће сунце                           |               | Џон Конор (John Connor)                   |          |
| 1994.               | Добар човек у Африци                     |               | др Алекс Мареј (Dr. Alex Murray)              |          |
| 1995.               |                                          |               | Пол Армстронг (Paul Armstrong)               |          |
| 1995.               | Први витез                               |               | Краљ Артур                     |          |
| 1996.               | Змајево срце                             |               | Draco                          |          |
| 1996.               | Стена                                    |               | Џон Патрик Мејсон (John Patrick Mason)           |          |
| 1998.               | Осветници                                |               |                                |          |
| 1998.               |                                          |               | Пол (Paul)                         |          |
| 1999.               | Клопка                                   |               | Роберт „Мак“ Макдугал (Robert "Mac" MacDougal)       |          |
| 2000.               |                                          |               | Вилијам Форестер (William Forrester)            |          |
| 2003.               | Лига изузетних џентлмена                 |               | Алан Квотермејн (Allan Quatermain)             |          |
| 2006.               |                                          |               | сер Били, ветеринар (Sir Billi the Vet) - глас  |          |